# موگاکو سوگن
نامِ چینینویسه‌های چینی سنتی無學祖元نویسه‌های چینی ساده‌شده无学祖元
نام ژاپنیکانجی無学祖元
موگاکو سوگن (انگلیسی: Mugaku Sogen; ۳ سپتامبر ۱۲۲۶ – ۲۲ سپتامبر ۱۲۸۶) بهکشو ذن در قرن سیزدهم بود. وی از دودمان سونگ به ژاپن مهاجرت کرده بود.

او مشاور قدرتمندترین فرماندار روز ژاپن، شیکّن هشتم هوجو توکیمونه بود. او معبد ذن انگاکو-جی را در کاماکورا، کاناگاوا تأسیس کرد. این معبد یکی از پنج معبد مهم ذن در ژاپن است.

موگاکو سوگن در سال ۱۲۲۶ در جنوب سونگ (در زمان سلسله سونگ؛ ۱۲۲۷–۱۱۲۷) متولد شد و در ۱۱ سالگی راهب شد. وی هنگامی که فقط ۱۳ سال داشت به عنوان راهب به معبد Ching-tz'u-ssu وارد شد. پس از آن تحت تعلیمات آیین ذن قرار گرفت. به منظور ادامه تحصیل در ذن، وی با بسیاری از استادان مختلف ملاقات کرد. در سال ۱۲۷۹، هوجو توکیمونه، هشتمین شیکّن در شوگون سالاری کاماکورا از وی دعوت کرد که ذن را در ژاپن گسترش دهد. وی بعد از ورود به ژاپن ابتدا با پشتیبانی و حمایت توکیمونه در معبد کنچو-جی در کاماکورا زندگی می‌کرد. در سال ۱۲۸۲، هنگامی که هوجو توکیمونه معبد  انگاکو-جی را در کاماکورا بنا کرد، وی از سوگن دعوت کرد که راهب بنیانگذار این معبد شود. دو سال بعد، سوگن به معبد کنچو-جی بازگشت و در آنجا درگذشت. او تأثیر معنوی زیادی بر رهبران و مبارزان کاماکورا گذاشت.